# Kanton Ars-en-Ré
Der Kanton Ars-en-Ré war bis 2015 ein französischer Wahlkreis im Département Charente-Maritime und in der damaligen Region Poitou-Charentes. Er umfasste fünf Gemeinden im Arrondissement La Rochelle; sein Hauptort (frz.: chef-lieu) war Ars-en-Ré. Die landesweiten Änderungen in der Zusammensetzung der Kantone brachten im März 2015 seine Auflösung. Vertreter im conseil général des Départements war zuletzt für die Jahre 2008–2015 Lionel Quillet.
Der Kanton hatte 4527 Einwohner (Stand: 2012) auf einer Fläche von 41,76 km2.

## Gemeinden
| Gemeinde                   | Einwohner (Stand: 2022) | Code postal | Code Insee |
| -------------------------- | ----------------------- | ----------- | ---------- |
| Ars-en-Ré                  | 1306                    | 17590       | 17019      |
| La Couarde-sur-Mer         | 1112                    | 17670       | 17121      |
| Loix                       | 742                     | 17111       | 17207      |
| Les Portes-en-Ré           | 582                     | 17880       | 17286      |
| Saint-Clément-des-Baleines | 712                     | 17590       | 17318      |